# 9159 McDonnell
9159 McDonnell este un asteroid din centura principală de asteroizi.

## Descriere
9159 McDonnell este un asteroid din centura principală de asteroizi. A fost descoperit pe 26 octombrie 1984 la Stația Anderson Mesa de Edward L. G. Bowell. El prezintă o orbită caracterizată de o semiaxă mare de 2,34 ua, o excentricitate de 0,12 și o înclinație de 6,4° în raport cu ecliptica.